# Asim Chaudhry
Asim Chaudhry es un comediante, escritor, director y actor inglés conocido por interpretar a Chabuddy G en la serie de falso documental de la BBC People Just Do Nothing, de la que él fue cocreador. Por este papel, ganó un Royal Television Society Award y fue nominado a dos British Academy Television Awards.
En 2015 y 2016, Chaudhry protagonizó el falso documental Hoff the Record junto a David Hasselhoff. En 2018, Chaudhry apareció en la serie seis del programa de panel Taskmaster y protagonizó la película para televisión Click & Collect junto a Stephen Merchant.
En la universidad, Chaudhry conoció a Hugo Chegwin, Steve Stamp y Allan Mustafa, con quienes creó videos falsos documentales de YouTube sobre una estación de radio pirata ficticia. Esto llevó al grupo a ser comisionado para People Just Do Nothing. Chaudhry también fue autor de How To Be a Man bajo el nombre de Chabuddy G, y el grupo produjo música como Kurupt FM. Chaudhry escribió y dirigió el cortometraje Love Pool, y ha aparecido en Happy New Year, Colin Burstead, Wonder Woman 1984 y Black Mirror: Bandersnatch.

## Primeros años
Asim Chaudhry es de Hounslow, Londres. En la escuela secundaria, Chaudhry hizo una obra de teatro parodiando la película policíaca de 1972 El padrino, llamada The Poppadom Father. En un curso de estudios de medios en la universidad, conoció a Hugo Chegwin, Steve Stamp y Allan Mustafa. El grupo realizó una serie de falsos documentales en YouTube, filmados por Chaudhry, basados en sus experiencias como DJ en una estación de radio pirata en Londres. Los falsos documentales fueron vistos por Ash Atalla, productor de la serie de falso documental The Office, y Atalla encargó al grupo que hiciera la serie de BBC Three People Just Do Nothing.

## Carrera

### People Just Do Nothing
Chaudhry cocreó y protagonizó People Just Do Nothing, una comedia de situación de falso documental de la BBC que se estrenó en 2014. La serie es en gran parte improvisada. Chaudhry interpreta a Chabuddy G, un empresario fracasado con grandes ambiciones que dirige el grupo Kurupt FM. El personaje se basa parcialmente en el padre de Chaudhry. El programa terminó en 2018 después de cinco series, ya que al grupo le resultaba cada vez más difícil generar nuevas ideas. Una película, People Just Do Nothing: Big in Japan, se estrenó en 2021. Se planea una nueva versión estadounidense, en la que Chaudhry actuará como productor ejecutivo.
Chaudhry ganó un Royal Television Society Award en 2017 a la mejor interpretación de comedia. Fue nominado a dos British Academy Television Awards a la Mejor Interpretación de Comedia Masculina, en 2017 y 2018. El programa también ganó premios a la mejor comedia con guion en los BAFTA de 2017 y los premios RTS de 2017.
Chaudhry, Hugo Chegwin, Steve Stamp y Allan Mustafa también actúan como el grupo Kurupt FM. Su sencillo "Heart Monitor Riddem" se lanzó en 2016 después de aparecer en People Just Do Nothing, y en 2018 se lanzó un video musical filmado por Chaudhry. Kurupt FM firmó con el sello discográfico independiente XL Recordings. Su sencillo "Suttin Like That" fue lanzado en octubre de 2017, y su mixtape The Lost Tapes fue lanzado en noviembre de 2017. Chaudhry también ha lanzado un libro de comedia, How to Be a Man, bajo el nombre de Chabuddy G.
En mayo de 2022, Chaudhry apareció como Jai en el episodio 4 de la serie 8 de la serie de comedia negra de la BBC, Inside No. 9, en el episodio titulado "Love Is A Stranger".

### Películas
En 2016, Chaudhry protagonizó el cortometraje Donald Mohammed Trump como Donald Trump. La comedia negra muestra a Trump convirtiéndose inexplicablemente en un hombre asiático antes de un mitin del Partido Republicano. Aunque Chaudhry vio horas de Trump hablando en preparación, el director le dijo que interpretara a Trump como "una persona real", para que la película pudiera centrarse en la política de la situación en lugar de en el propio Trump. Chaudhry también apareció en la película de comedia Chubby Funny, sobre dos actores londinenses en apuros, en la que interpretó al dueño de una tienda de la esquina.
En febrero de 2018, se estrenó el cortometraje Love Pool de 17 minutos, que Chaudhry escribió y dirigió. En Love Pool, Mark, un hombre soltero, conoce a una mujer mientras viaja en coche compartido con el servicio Uber. La película fue el debut como director de Chaudhry, producida por DMC Film y lanzada en la aplicación Vero. Se inspiró en una cena en la que Chaudhry sintió la presión de sus amigos para establecerse y en sus experiencias de compartir el automóvil. Chaudhry interpreta al taxista, imaginando al personaje como el "primo enojado, ácido y amargado" de Chabuddy G, su personaje en People Just Do Nothing  La película ganó el premio People's Choice Award 2018 en Thunderdance, un festival de cine independiente en Londres.
En 2018, Chaudhry apareció en la película de comedia Eaten by Lions, que trata sobre los medio hermanos Omar y Pete que buscan al padre separado de Omar después de que los leones se comen a sus padres. Se estrenó en el Festival Internacional de Cine de Edimburgo en junio de 2018. En una reseña de tres estrellas, Steve Bennett de Chortle llamó a Chaudhry un "ladrón de escenas".
El 24 de diciembre de 2018, Chaudhry protagonizó junto a Stephen Merchant la película para televisión Click & Collect de BBC One, con una duración de 53 minutos. La pareja interpreta a Dev y Andrew, respectivamente, quienes viajan 482.8 km en un viaje por carretera en Nochebuena para comprarle un regalo de Navidad a la hija de Andrew. Chaudhry se inspiró para Dev en un antiguo vecino que lo reconoció de la televisión y saludó a Chaudhry cuando estaba en la cocina, que podía ver desde la ventana de su sala de estar. Adam Starkey de Metro y Jasper Rees de The Telegraph le dieron a la película cuatro de cinco estrellas. Rees comentó que Chaudhry actuó como Dev como "deslizarse en un abrigo viejo". Starkey elogió a los actores por "actuaciones convincentes y agradables" y escribió que Dev "toma el curso natural de un vecino irritantemente vibrante a tener una circunstancia comprensiva e incomprendida por su entusiasmo".
En 2018, Chaudhry apareció en la comedia negra de Ben Wheatley Happy New Year, Colin Burstead, interpretando a Sham. La película tuvo un estreno limitado en festivales de cine antes de transmitirse en BBC Two el 30 de diciembre; se planea un spin-off de la serie de televisión de la BBC para 2019. Neil Maskell interpreta a Colin Burstead, quien alquila una mansión para una celebración de Año Nuevo con su familia extendida. Sham es un personaje distanciado que se revuelca en el dolor. Stephen Dalton de The Hollywood Reporter criticó al personaje de Chaudhry como uno de varios cuyas tramas secundarias restan valor a la película.
Chaudhry apareció en la película interactiva Black Mirror: Bandersnatch, que se estrenó en Netflix el 28 de diciembre de 2018. Bandersnatch, parte de la serie de antología de ciencia ficción Black Mirror, permite al espectador tomar decisiones que afectan la historia resultante. La mayoría de las historias involucran al joven programador Stefan adaptando un libro a un juego de aventuras y cayendo en la locura. Chaudhry interpreta a Mohan Thakur, el fundador de la empresa de videojuegos Tuckersoft. La película recibió una recepción crítica mayoritariamente positiva. Chaudhry recibió comentarios racistas después del episodio, pero dijo sobre la respuesta en línea que "el 99,9% de las cosas son positivas y encantadoras". Comentó que él y sus amigos han jugado la película varias veces.

### Televisión
Chaudhry protagonizó el falso documental Hoff the Record, que se emitió durante doce episodios sobre Dave en 2015 y 2016. El programa sigue a David Hasselhoff mientras lucha por encontrar trabajo en el Reino Unido, con Chaudhry interpretando a su conductor. El programa ganó un Premio Emmy internacional a la mejor serie de comedia en 2016. En una reseña de cuatro estrellas del primer episodio de The Telegraph, Michael Hogan llamó a Chaudhry "el destacado entre el elenco secundario".
En 2017, Chaudhry apareció en el programa de preguntas Celebrity Mastermind, terminando tercero de cuatro. En abril de 2018, apareció en un episodio de Rob Beckett's Playing For Time, en el que Rob Beckett juega una serie de videojuegos con su invitado. En mayo de 2018, Chaudhry interpretó a Arnab en la comedia de situación de Channel 4 High & Dry. La serie de seis episodios trata sobre un grupo de personas que sobreviven a un accidente aéreo y fue filmada en las Seychelles
Chaudhry participó en la sexta serie del panel de Dave Taskmaster; los episodios se estrenaron entre mayo y julio de 2018. Taskmaster desafía a sus panelistas a completar tareas divertidas y absurdas, como "traer el mejor líquido". La sexta serie presentó a Chaudhry junto a Alice Levine, Liza Tarbuck, Russell Howard y Tim Vine; estableció calificaciones récord para el programa, con una audiencia promedio de 900.000. Sam Wollaston de The Guardian llamó a Chaudhry "absolutamente inútil en todo, pero de manera hilarante y muy agradable".
En 2018, Chaudhry apareció en los programas de chat The Jonathan Ross Show y The One Show, con la última aparición en un especial de Navidad. En 2019, Chaudhry apareció en el primer episodio de The Lateish Show con Mo Gilligan.
En enero de 2021, Chaudhry participó en la adaptación de Netflix de The Sandman.
En 2022, Chaudhry participó en la película de Duke Johnson, The Actor, basada en la novela Memory de Donald E. Westlake.

## Filmografía

### Películas
| Año  | Título                               | Papel                         | Notas                                     |
| ---- | ------------------------------------ | ----------------------------- | ----------------------------------------- |
| 2015 | Peter and Wendy                      | Mullins / Johnson             | Película de TV                            |
| 2016 | Donald Mohammed Trump                | Fictionalised Donald Trump    | Cortometraje                              |
| 2016 | Chubby Funny                         | Arash                         |                                           |
| 2018 | Love Pool                            | Ali                           | Cortometraje; también escritor y director |
| 2018 | Eaten by Lions                       | Irfan                         | Protagonista                              |
| 2018 | Click & Collect                      | Dev D'Cruz                    | Protagonista                              |
| 2018 | Happy New Year, Colin Burstead       | Sham                          |                                           |
| 2018 | Black Mirror: Bandersnatch           | Mohan Thakur                  | Película iteractiva; protagonista         |
| 2019 | Greed                                | Frank the Lion Tamer          |                                           |
| 2020 | Wonder Woman 1984                    | Roger                         |                                           |
| 2021 | People Just Do Nothing: Big In Japan | Chabuddy G                    |                                           |
| 2021 | La vida electrizante de Louis Wain   | Herbert Railton               |                                           |
| 2022 | What's Love Got to Do with It?       | Mo                            |                                           |
| 2022 | The Honeymoon                        | Bav                           |                                           |
| 2023 | Guardianes de la Galaxia vol. 3      | Teefs the Walrus              | Voz                                       |
| 2023 | Barbie                               | Empleado de almacén de Mattel |                                           |
| TBA  | The Actor                            |                               |                                           |

### Televisión
| Año       | Título                        | Papel       | Notas                                     |
| --------- | ----------------------------- | ----------- | ----------------------------------------- |
| 2014–2018 | People Just Do Nothing        | Chabuddy G  | Protagonista; 27 episodios; also creator  |
| 2014      | Cuckoo                        | Waiter      | 1 episodio                                |
| 2015–2016 | Hoff the Record               | Terry Patel | Protagonista; 12 episodios                |
| 2016      | Stan Lee's Lucky Man          | Syed        | 1 episodio                                |
| 2016      | Morgana Robinson's The Agency | Trevor      | 1 episodio                                |
| 2018      | High & Dry                    | Arnab       | Protagonista; 6 episodios                 |
| 2018      | Taskmaster                    | Himself     | Protagonista; 10 episodios                |
| 2020      | Hitmen                        | Charles     | 4 episodios                               |
| 2022      | The Sandman                   | Abel        | 2 episodios                               |
| 2023      | The Cleaner                   | Kai         | 1 episodio                                |
| 2023      | Inside No. 9                  | Jai         | Serie 8, episodio 4: "Love Is A Stranger" |